# Sommer-Drehwurz
Die Sommer-Drehwurz (Spiranthes aestivalis), auch Sommer-Wendelorchis oder Sommerwendelähre genannt, ist eine Pflanzenart aus der Gattung der Drehwurzen (Spiranthes) innerhalb der Familie der Orchideengewächse (Orchidaceae). Sie ist in Deutschland eine der seltensten heimischen Orchideenarten.
Der Sommer-Drehwurz wurde zur Orchidee des Jahres 2016 gewählt.

## Beschreibung

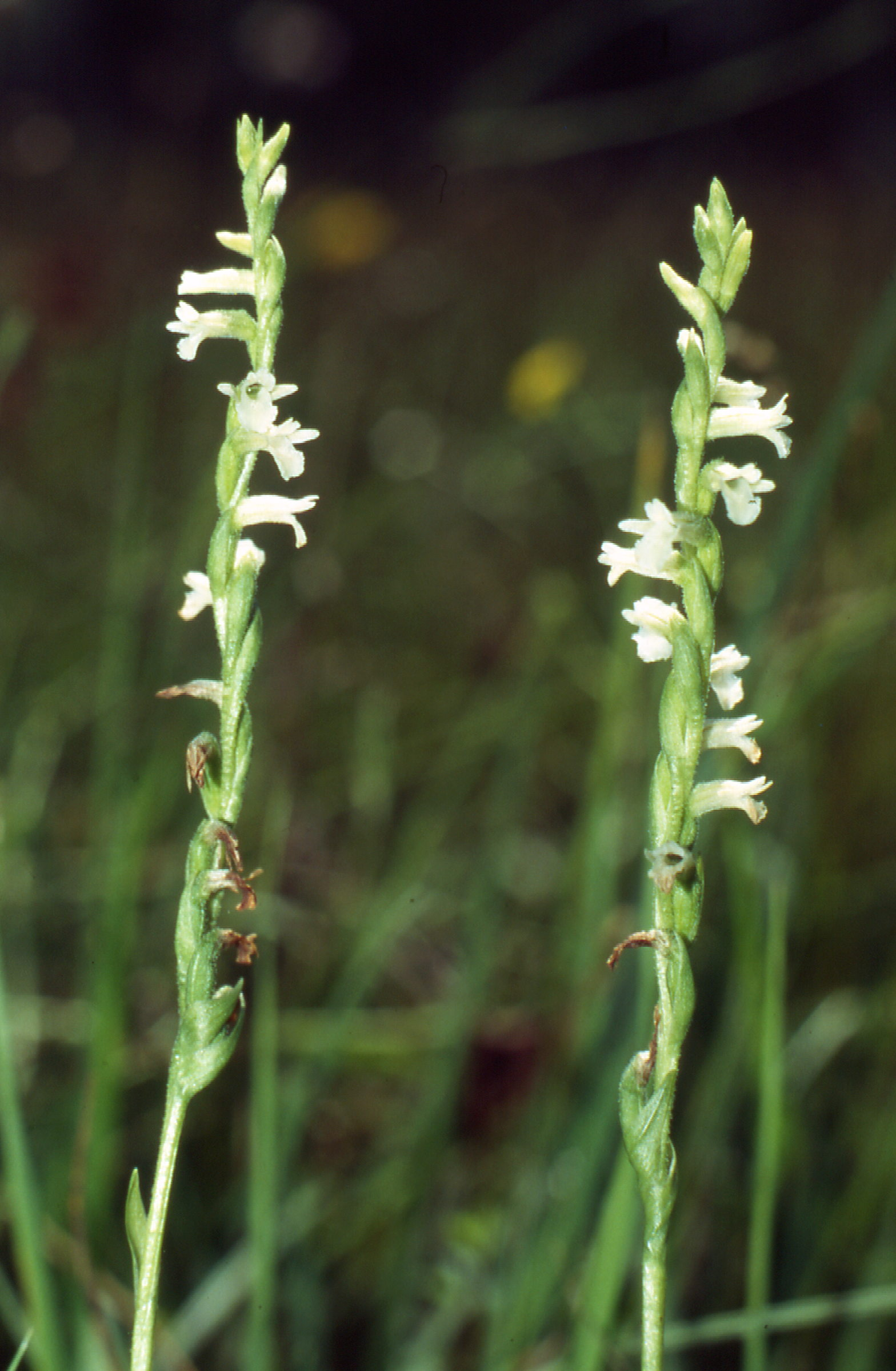
Blütenstand

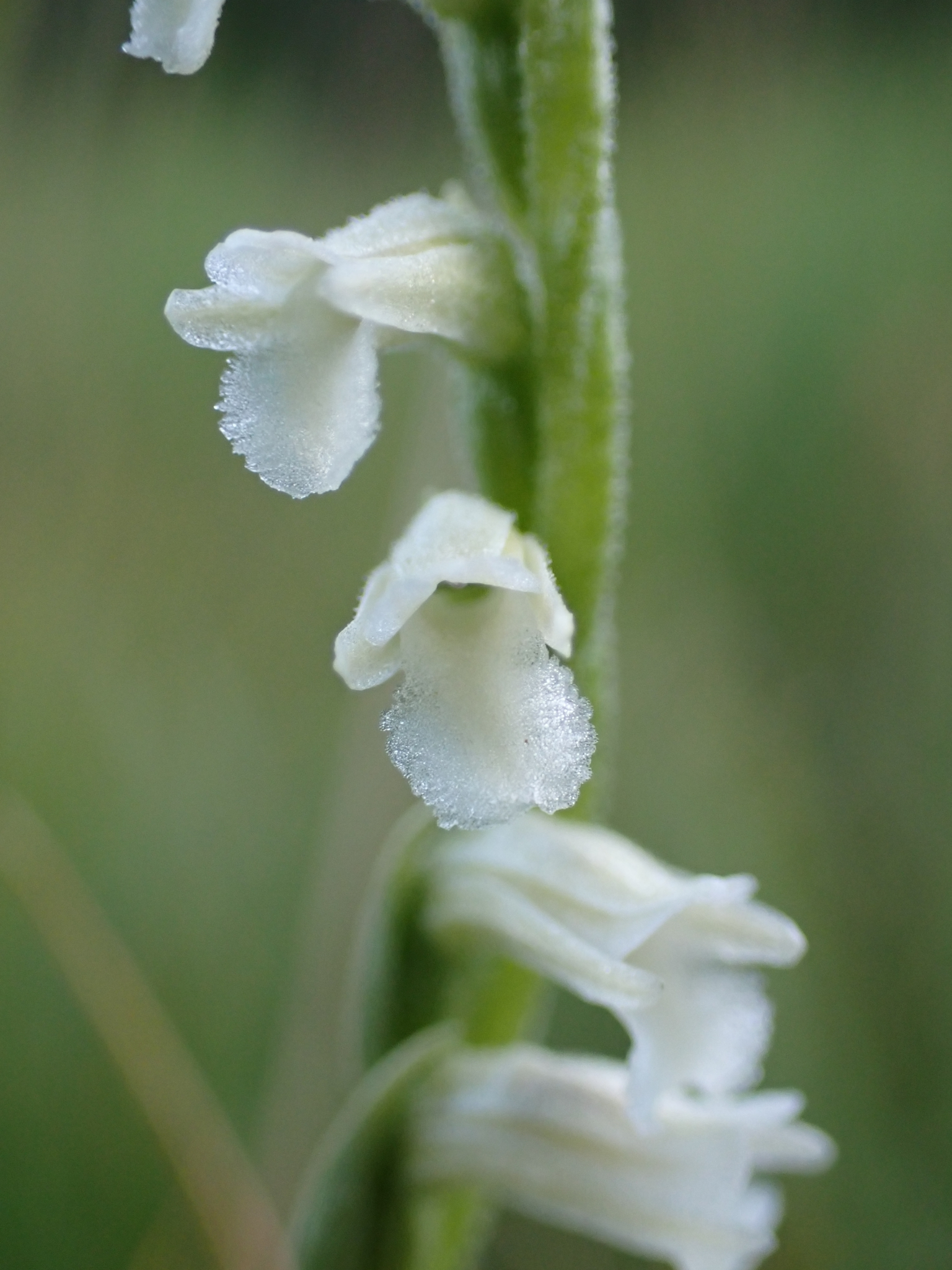
Blüten

### Vegetative Merkmale
Die Sommer-Drehwurz wächst als zierliche, sommergrüne, ausdauernde krautige Pflanze und erreicht Wuchshöhen von 10 bis 35 Zentimetern. Dieser Geophyt bildet zwei bis sechs rübenförmige Speicherwurzeln, die eine Länge von 5 bis 8 Zentimetern entwickeln. Drei bis sechs Laubblätter stehen in einer grundständigen Rosette zusammen. Die hellgrüne, einfache Blattspreite der aufrechten Grundblätter ist bei einer Länge von 5 bis 14 Zentimetern sowie einer Breite von 0,6 bis 1,2 Zentimetern linealisch-lanzettlich und rinnig. 

### Generative Merkmale
Die Blütezeit reicht von Anfang Juli bis Ende August, wobei sich die Hauptblütezeit von Ende Juli bis Anfang August erstreckt. Der 3 bis 10 Zentimeter lange und korkenzieherartig gedrehte, ährige Blütenstand enthält locker angeordnet 6 bis 20 Blüten. Die weißen, zwittrigen Blüten sind zygomorph, dreizählig und schmal glockig bis röhrig. Die Lippe ist vorne rund und innen weiß.
Die Chromosomenzahl beträgt 2n = 30.

## Ökologie
Bei der Sommer-Drehwurz handelt es sich um einen Geophyten. Durch die Ausbildung von Bulbillen an den Niederblättern kann es zu büschelartigem Wachstum kommen.
Die Rate des Fruchtansatzes der unteren und mittleren Blüten ist fast komplett, da die endständigen Blüten meist verkümmern. Die Sommer-Drehwurz gilt als allogam. Dafür sprechen insbesondere die waagrechte Blütenröhre, der abendliche Duft der Blüten, die Nektarproduktion und der Bau der Säule. Als Bestäuber werden Hummeln und Bienen genannt. Mögliche Bestäuber sind auch Schwebfliegen und nachtaktive Insekten, beispielsweise Nachtfalter. Spezielle Untersuchungen dazu liegen jedoch nicht vor. Die Pollinien von jüngeren Blüten werden mit Hilfe einer Klebscheibe an den Rüssel der Bestäuber angeheftet und auf die Narbe einer anderen Blüte, deren Eingang zur Narbe durch Zurückbiegen des Säulchens erweitert wurde, übertragen.

## Vorkommen
Das Verbreitungsgebiet erstreckt sich über Mittel- und Westeuropa. Im Norden gibt es Vorkommen in den Niederlanden und in Südengland. Die südlichsten Vorkommen reichen bis nach Marokko, Algerien und Tunesien. Die Sommer-Drehwurz hat ihren Verbreitungsschwerpunkt im Mittelmeerraum. In Europa kommt sie vor in den Ländern Portugal, Spanien, Frankreich, Deutschland, Schweiz, Italien, Österreich, in der früheren Tschechoslowakei, im früheren Jugoslawien, in Griechenland und in Ungarn. In Belgien, den Niederlanden und in Großbritannien ist sie ausgestorben. In Mitteleuropa erreicht sie die Nordgrenze ihres Areals. Sie fehlt nördlich der Linie Baden-Baden-Passau sowie im eigentlichen Alpengebiet. Sie steigt selten über Höhenlagen von 1000 Meter auf. Nach Baumann und Künkele hat diese Art in den Alpenländern folgende Höhengrenzen: Deutschland 90 bis 1000 Meter, Frankreich 0 bis 1800 Meter, Schweiz 300 bis 1500 Meter, Liechtenstein 430 bis 490 Meter, Österreich 500 bis 1300 Meter, Italien 12 bis 1300 Meter, Slowenien 70 bis 500 Meter. In Europa liegen die Grenzen in Höhenlagen von 0 bis 1800 Metern.
Die Sommer-Drehwurz gedeiht am besten auf nassen, jedoch kalkhaltigen oder kalkreichen Böden, die schlammig-humos sein sollten.
Sie besiedelt Flachmoore und Ufer in Gegenden mit warmem Klima. Sie erträgt schon mäßig hohe Konzentrationen an Stickstoffsalzen nicht und reagiert daher empfindlich auf Düngung. Schon seit Beginn des 20. Jahrhunderts wurden ihre Standorte in Mitteleuropa immer seltener, weil sie durch „Melioration“ vernichtet wurden. Heute ist die Sommer-Drehwurz in Mitteleuropa stark gefährdet. Die Sommer-Drehwurz wächst in nährstoffarmen Niedermooren und Zwischenmooren, bevorzugt auf nassem, kalkhaltigem Sumpfhumus oder Kalktuff in Pflanzengesellschaften der Kleinseggenmoore (Ordnung: Caricetalia davallianae) bis zu einer Höhenlage von 1800 Metern. Typische Begleitpflanzen sind das Rostrote Kopfried (Schoenus ferrugineus) und  das Schwarze Kopfried (Schoenus nigricans). Sie ist eine Charakterart des Schoenetum nigricantis.
Die ökologischen Zeigerwerte nach Landolt et al. 2010 sind in der Schweiz: Feuchtezahl F = 4w+ (sehr feucht aber stark wechselnd), Lichtzahl L = 4 (hell), Reaktionszahl R = 4 (neutral bis basisch), Temperaturzahl T = 3+ (unter-montan und ober-kollin), Nährstoffzahl N = 1 (sehr nährstoffarm), Kontinentalitätszahl K = 2 (subozeanisch).

## Naturschutz und Gefährdung
Wie alle in Europa vorkommenden Orchideenarten steht auch die Sommer-Drehwurz unter strengstem Schutz europäischer und nationaler Gesetze. Spiranthes aestivalis ist in Deutschland durch die BArtSchV und durch die FFH-Richtlinie Anhang IV der Europäischen Union „streng geschützt“.
In Deutschland gibt es außerhalb Bayerns nur noch wenige Vorkommen in Baden-Württemberg.
Spiranthes aestivalis ist akut vom Aussterben bedroht. Die Gefährdungsursachen sind vor allem im Verlust ihrer Lebensräume durch die Kultivierung von Mooren und im Brachfallen von Frisch- und Feuchtwiesen zu suchen.

## Taxonomie
Die Erstbeschreibung erfolgte 1798 unter dem Namen (Basionym) Ophrys aestivalis durch Jean Louis Marie Poiret in Lamarck: Encyclopédie Méthodique. Botanique ... Band 4, S. 567. Die Neukombination zu Spiranthes aestivalis (Poir.) Rich. wurde 1817 durch Louis Claude Marie Richard in De Orchideis Europaeis Annotationes S. 36 veröffentlicht.

## Bildergalerie

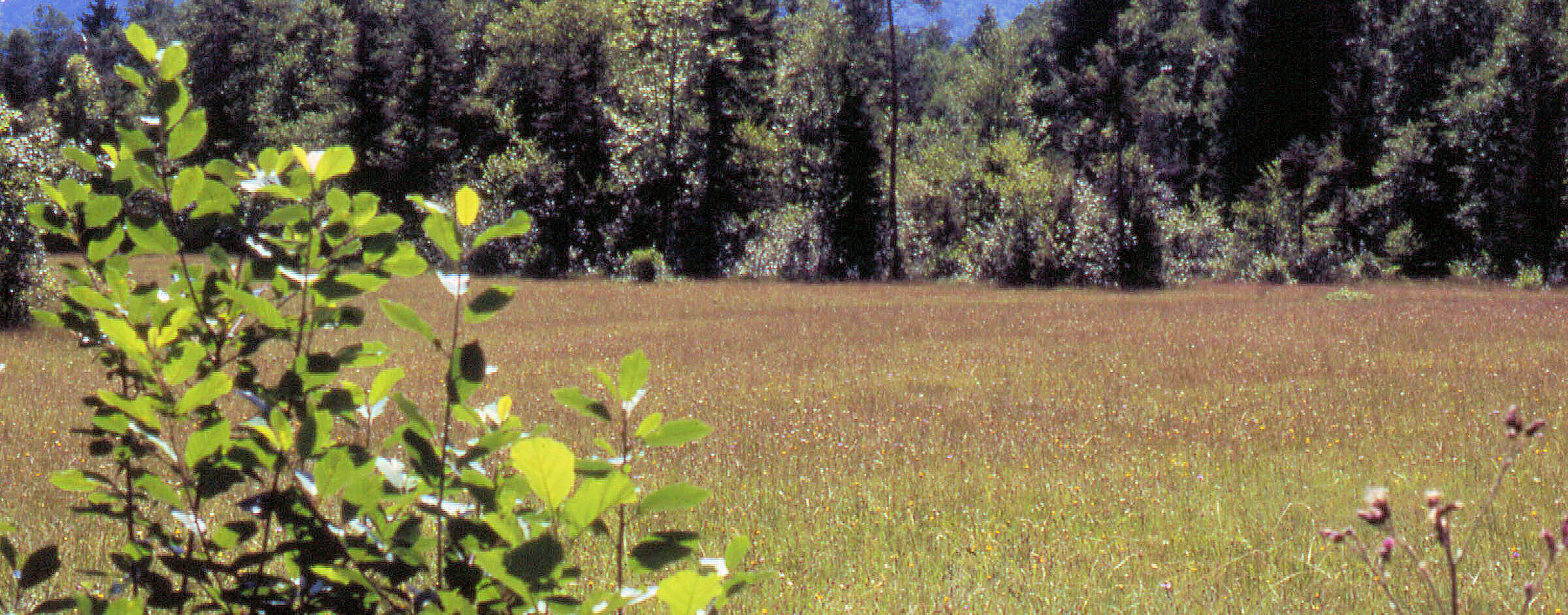
Biotop in den Berchtesgadener Alpen
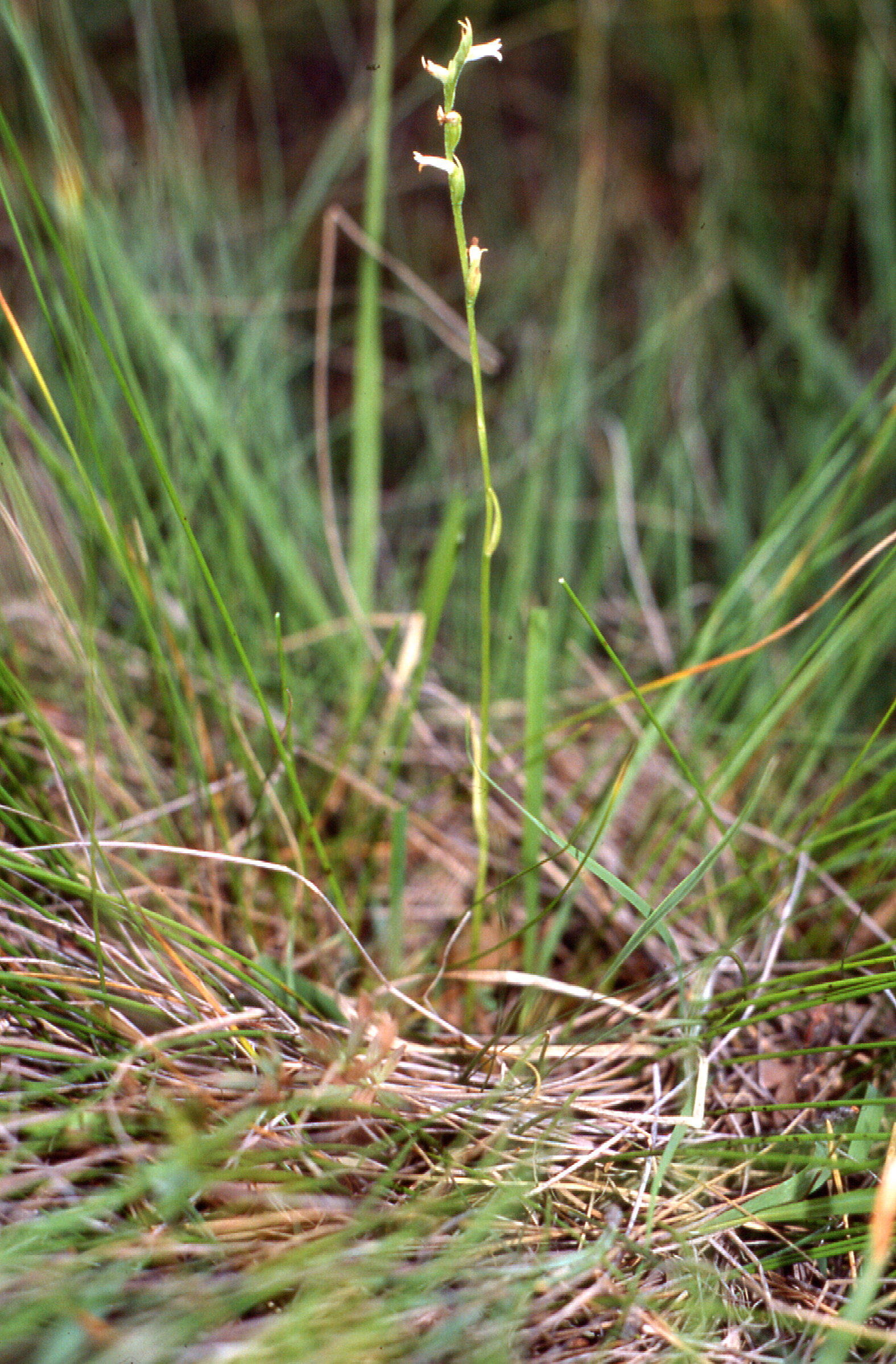
Einzelpflanze in Zentral-Slowenien
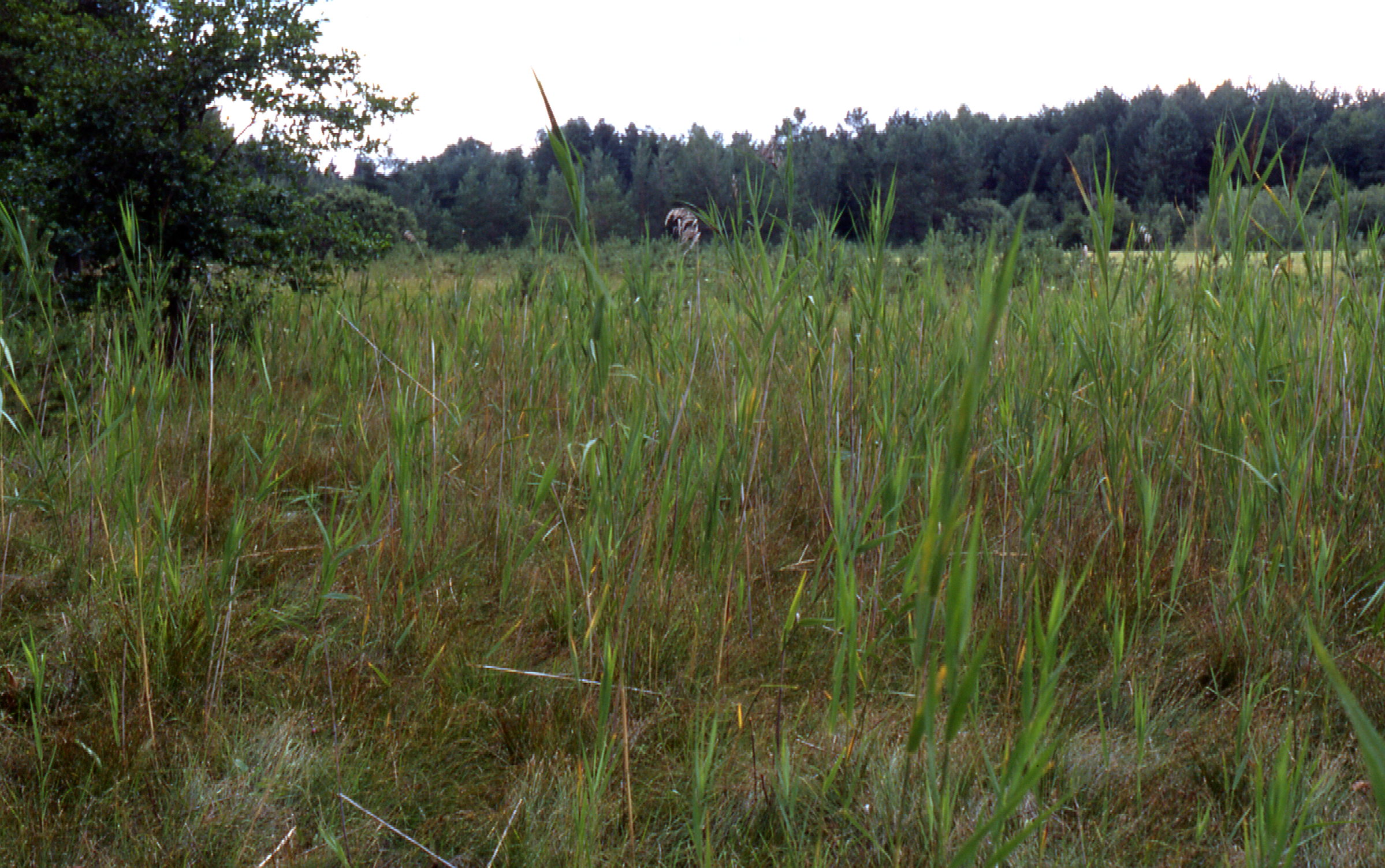
Biotop in Zentral-Slowenien
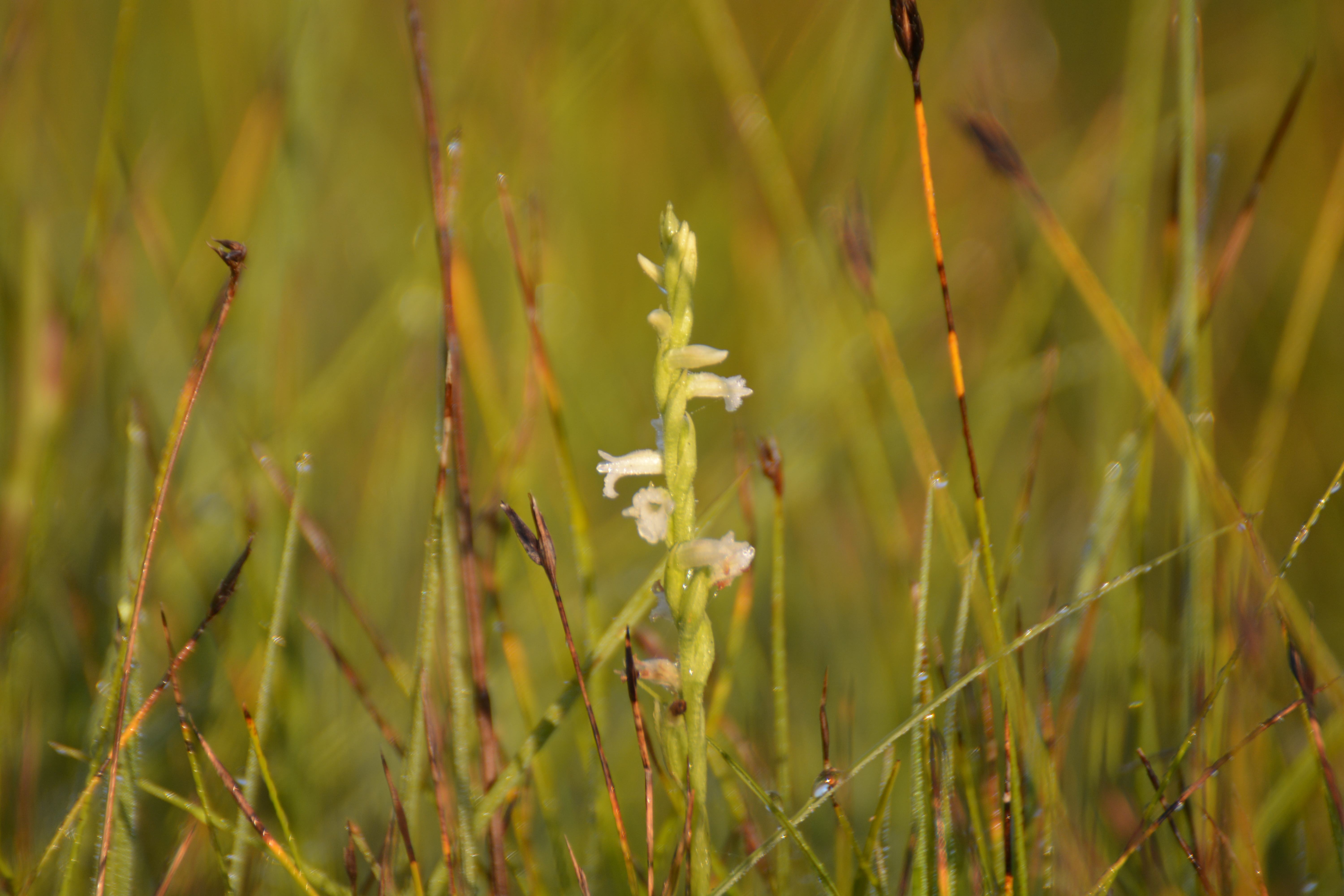
Im Moorbiotop am Chiemsee